# 热河鸟属
热河鸟属（意為「熱河的鳥」）又稱為神州鳥屬，是一屬鳥翼類，其化石於中國河北省下白堊紀的義縣組發現。名稱的分歧來自兩個發表時間相當接近的發現報告：神州鳥的報告較熱河鳥的報告早兩日發表，但有認為神州鳥的報告並非正式的發表。牠的化石包括了幾組算是完整的骨骼遺骸。周忠和與張福成更將較進化的吉祥鳥定為熱河鳥的異名，但這個理論卻不太被接受。

## 描述

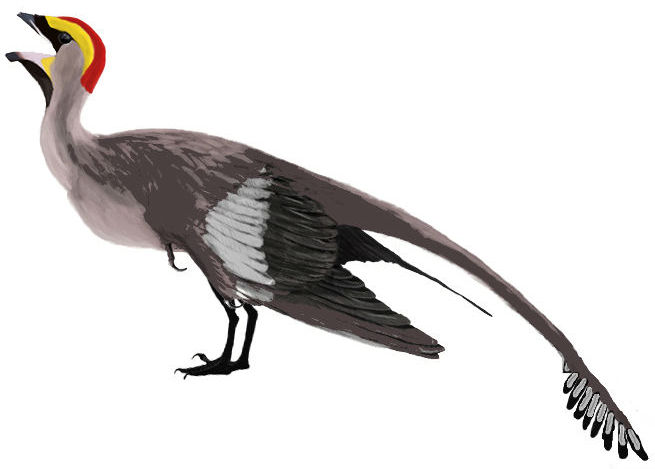
熱河鳥的復原圖

熱河鳥像現今的鳥類，但有長的手指、腳及有明顯尾椎的尾巴。整體上來說，熱河鳥比始祖鳥更接近現代鳥類。尾巴結構較似恐龍，而翼、胸腔及頭顱骨則有更多鳥類的特徵。飛行的構造在形狀及功能上較似孔子鳥。
神州鳥標本的羽毛的痕跡顯示牠不像孔子鳥，牠的翼較圓及闊，更似雞或蒼鷹。編號IVPP V13350標本的尾巴有像一束類似尾羽龍剛毛般的羽毛。
熱河鳥標本的胃部內仍保存有種子的殘骸。熱河鳥標本約是神州鳥標本大小的四分之三。熱河鳥有細小的牙齒，相反神州鳥就像吉祥鳥是沒有牙齒的。假設早期鳥類較現今鳥類的成長率較低及牠們實際是同種的，則神州鳥主要是捕食細小的動物如昆蟲，在完全成長後牙齒會脫落，並轉而吃種子及水果等。編號IVPP V13353及V13350都是較細小及有牙齒的標本，明顯牠們都是未成熟的。
一個較簡單的解釋是當神州鳥被保存下來時，較細小的牠的齒骨被破壞或失去了。再者，就已有牙齒的標本發現，不同個體的牙齒數量亦有所不同。

## 外部連結
- 恐龍博物館──熱河鳥